# Водоёмы Сербии
Водоёмы Сербии естественного происхождения немногочисленны и невелики по размерам. Всего их около пяти десятков, крупнейшее — Палицкое — имеет площадь менее шести квадратных километров. В то же время Джердапское водохранилище, образованное в 1972 году на реке Дунай на границе с Румынией, занимает площадь 253 км², из которых на сербскую территорию приходится 163 км². Несколько водохранилищ гораздо меньше по размеру расположены на других крупных реках.

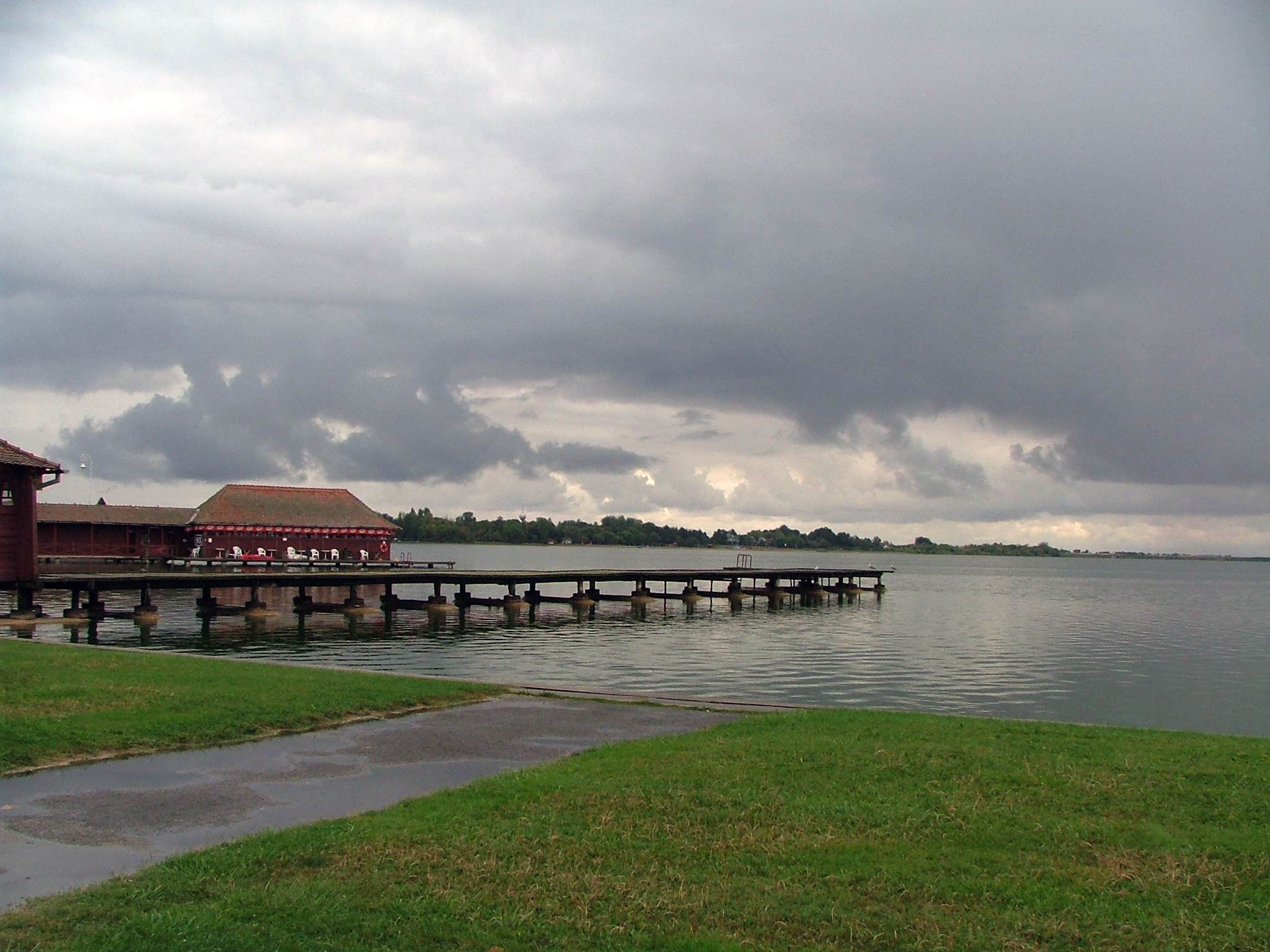
Палицкое озеро

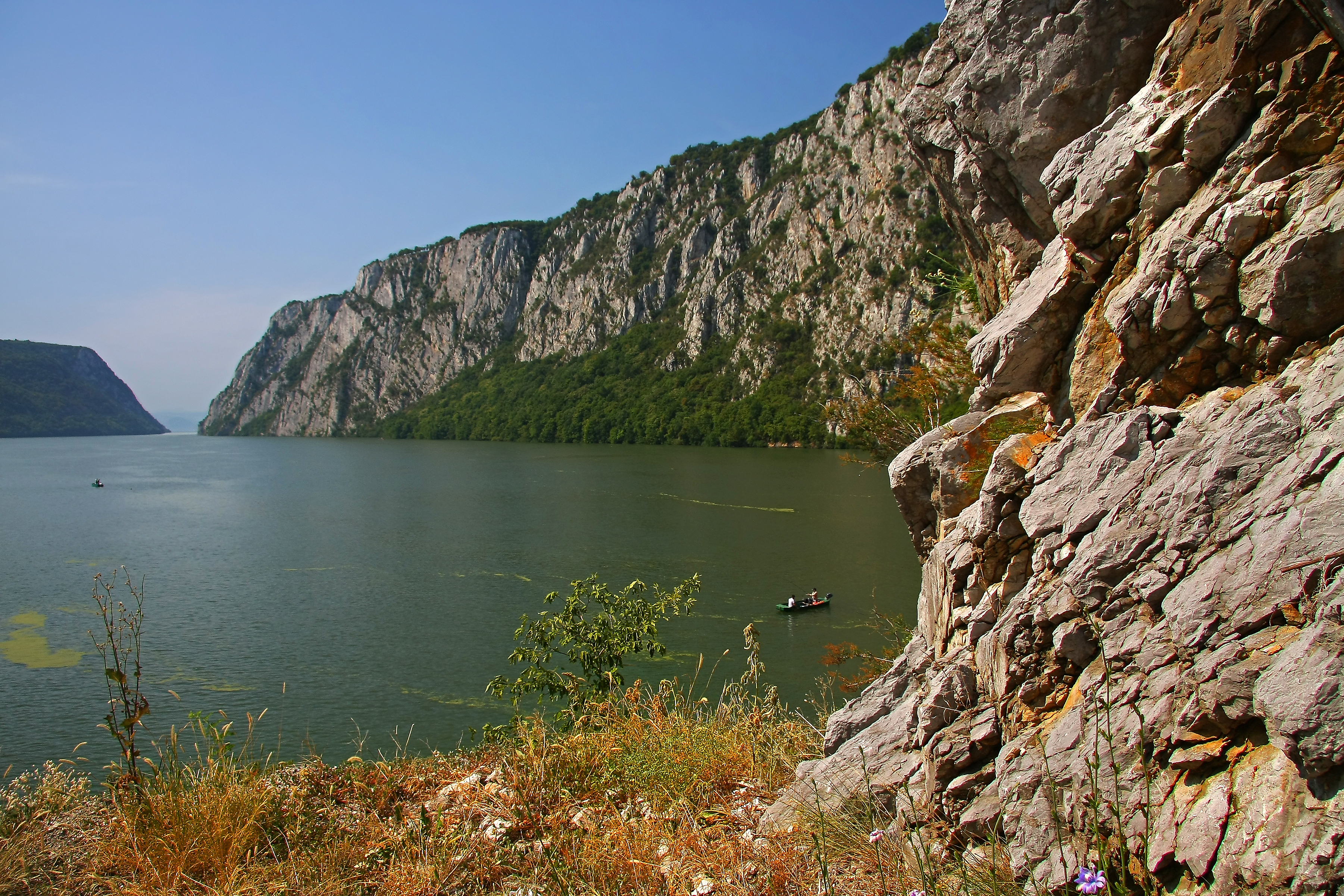
Джердапское водохранилище

Ниже представлен перечень наиболее крупных водоёмов Сербии, как естественных, так и искусственных, упорядоченный по убыванию площади.
| Водоём     | Река (для водохранилищ) | Площадь, км² | Высота, м н.у.м. | Глубина, м | Объём, млн м³ |
| ---------- | ----------------------- | ------------ | ---------------- | ---------- | ------------- |
| Джердап    | Дунай                   | 253          | 69,5             | 92         | 5000          |
| Власинское | Власина                 | 16           | 1.213            | 22         | 165           |
| Перучацкое | Дрини                   | 12,4         | 290              | 180        | 340           |
| Газиводе   | Ибар                    | 11,9         | 692,7            | 105        | 370           |
| Гружанское | Гружа                   | 9,0          | 273,0            | 35         | 645           |
| Зворницкое | Дрини                   | 8,1          | 140              | 28         | 42            |
| Златарское | Увац                    | 7,2          | 880              | 75         | 250           |
| Потпецкое  | Лиму                    | 7            | 437              | 40         | 43            |
| Палицкое   |                         | 5,6          | 101              | 3,5        | 11            |
| Белое      |                         | 4,8          | 75               | 2,5        | 7             |